# Бар'єрне озеро
Бар'єрне озеро (англ. Barrier Lake) — це штучне водосховище у північному кінці Кананаскіс-Кантрі в Альберті, Канада.
Шосе 40 проходить між озером та горою Балді, на східному березі. Воно повністю розташоване у провінційному парку Боу-Веллі.
Бар'єрне озеро було створене колишньою Енергетичною компанією Калгарі, тепер TransAlta, у 1947, для генерації гідроелектрики на річці Кананаскіс. Дамба, яка перегороджує озеро, знаходиться на північному кінці озера.
Озеро також використовується для розважальних цілей, ось, наприклад, навколо озера розташовані пішохідні шляхи (і лижні траси узимку). Відвідувальний центр розташований на східному березі. Дві зони денного використання, Бар'єрна дамба і Бар'єрне озеро, підтримуються Парками Альберти. Кемпінг «Jewell Bay Backcountry Campground» створено 4 кілометри (2 миля) від дамби. Водні лижі дозволені на озері, але рідко використовуються через низьку температуру води.
Бар'єрне озеро використовувалося у фільмі 2003 року Люди Ікс 2 як заміна озера Алкалі і в Heartland (CBC) як Орлове озеро (2011).